# 1562
1562. је била проста година.

## Догађаји

### Јануар
- 17. јануар — Француска регенткиња Катарина Медичи је Сенжерменским едиктом загарантовала хугенотима ограничену толеранцију.

### Март
- 1. март — Француски римокатолици су, под вођством војводе Франсоа од Гизе, и уз подршку Ватикана у Васију побили неколико стотина хугенота и изазвали Француске верске ратове.
- 25. март — Битка код Слатине (1562)

### Јун
- 1. јун — Цар Светог римског царства Фердинанд I Хабзбуршки и османски султан Сулејман I Величанствени потписали мировни споразум којим се Фердинанд одрекао Ердеља у корист турског вазала Јована Запоље, титуларног краља Угарске.

## Рођења

### Мај
- 25. новембар — Лопе де Вега, шпански књижевник

## Смрти

### Јануар
- 17. новембар — Антонио од Наваре, краљ Наваре